# Sự tịch thu của Tây Ban Nha

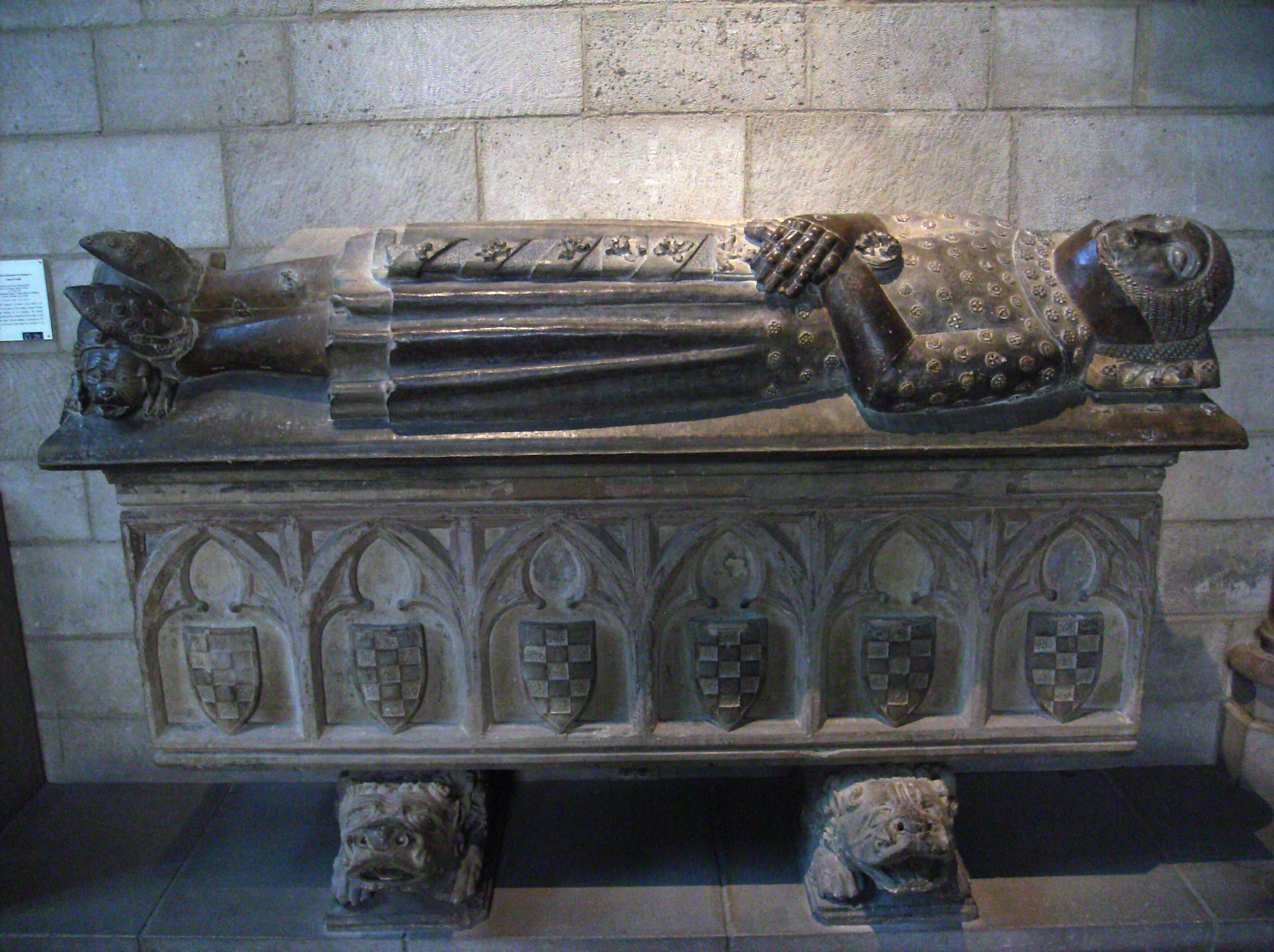
Ngôi mộ cổ của Ermengol X (1274–1314), Bá tước Urgell và Tử tước Àger, bán vào thế kỷ thứ 19 và nay đang ở The Cloisters, New York, kết quả của việc sung công tài sản nhà thờ ở Mendizábal.

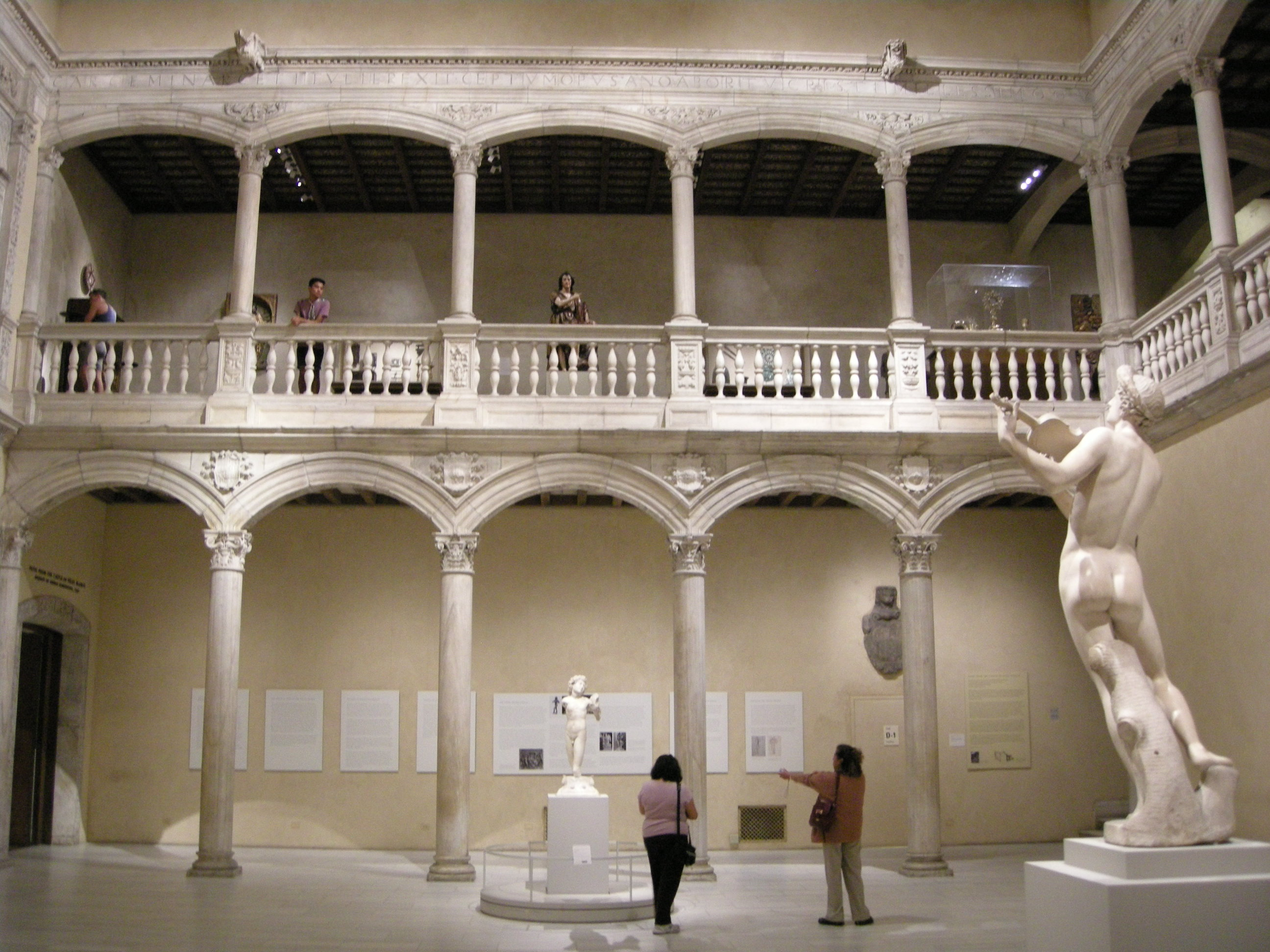
Sân trong theo phong cách Phục hưng của Lâu đài Vélez-Blanco (khoảng thế kỷ thứ 16), được giao cho người Mỹ quản lý vào năm 1903 và nay đang ở The Cloisters, New York.

Sự tịch thu của Tây Ban Nha ám chỉ đến việc tịch thu tài sản của nhà thờ và những tài sản liên quan khác bởi chính quyền Tây Ban Nha, bắt đầu từ cuối thế kỷ thứ 18 và kết thúc vào đầu thế kỷ 20.
Sự tịch thu này là một trong những vũ khí chính trị mà những người theo chủ nghĩa tự do dùng để thay đổi quyền sở hữu của Ancien Régime để thực hiện một quốc gia theo chủ nghĩa tự do mới 50 năm đầu thế kỷ thứ 19.

### Đề xuất của những người theo chủ nghĩa khai sáng

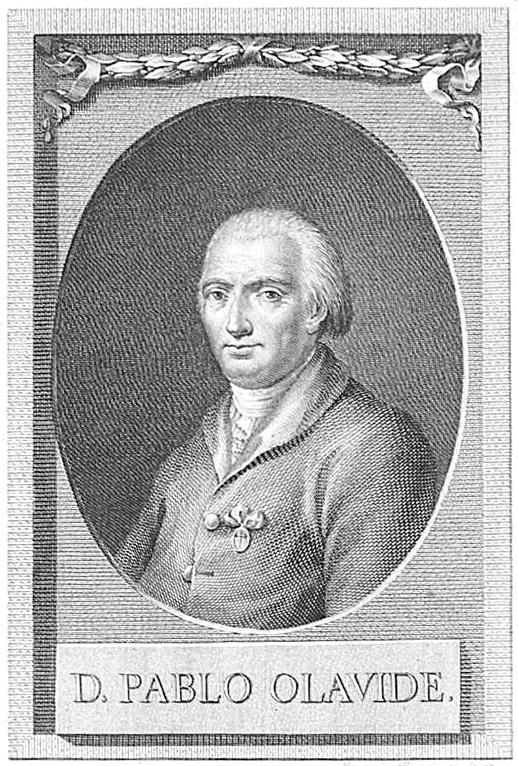
Chân dung Pablo de Olavide, bởi Juan Moreno Tejada trước năm 1805.

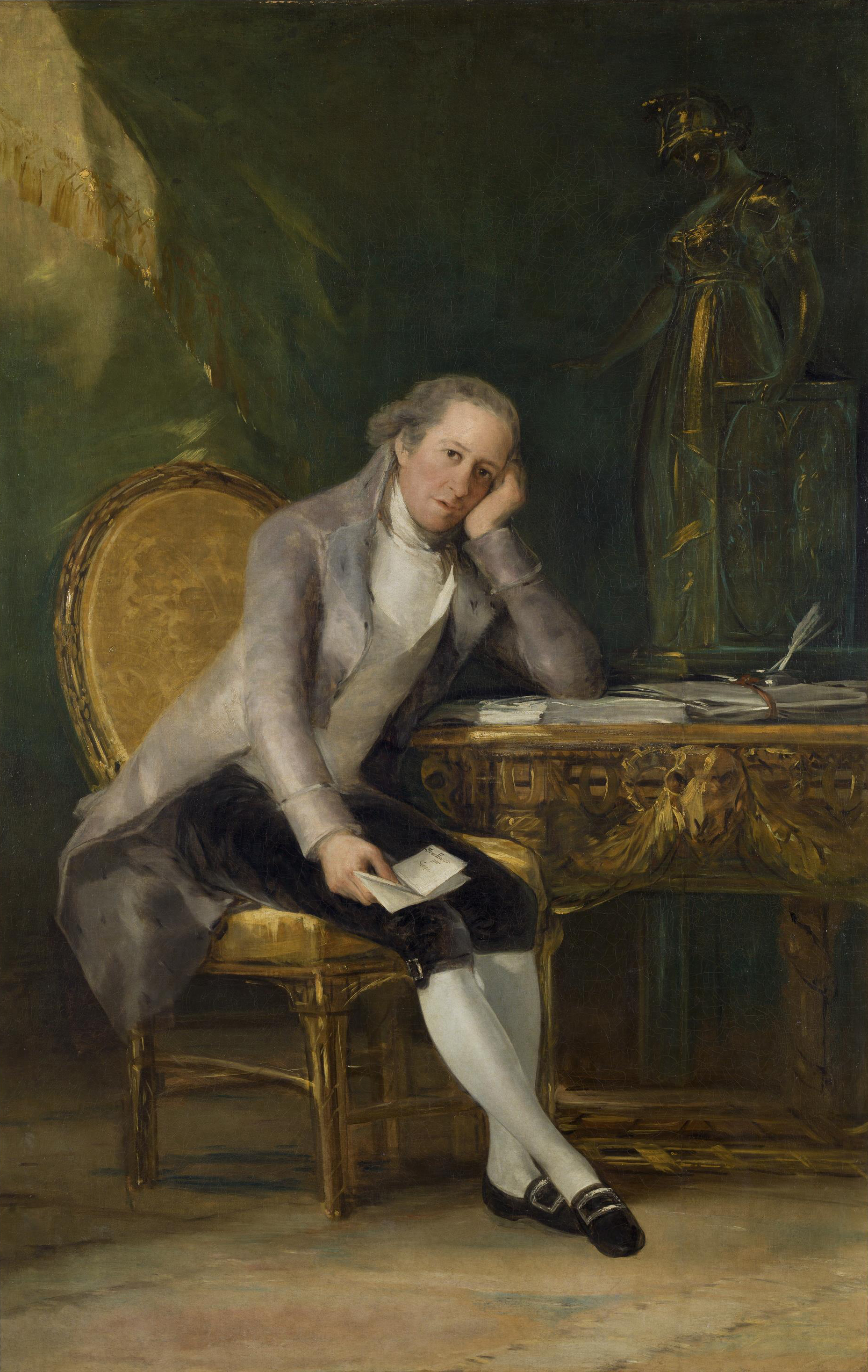
Gaspar Melchor de Jovellanos, vẽ bởi Goya

### Cortes de Cádiz (1810–1814)

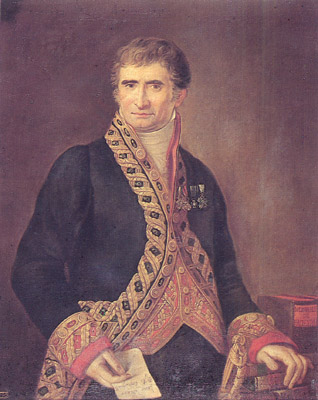
José Canga Argüelles, vẽ bởi Vicente Arbiol Rodríguez.

### Sung công tại Mendizábal (1836–1837)

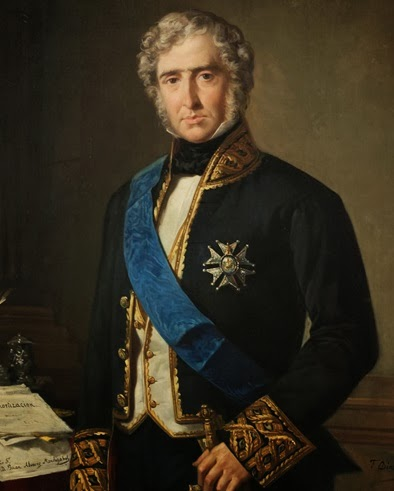
Juan Álvarez Mendizábal.

### Văn hóa

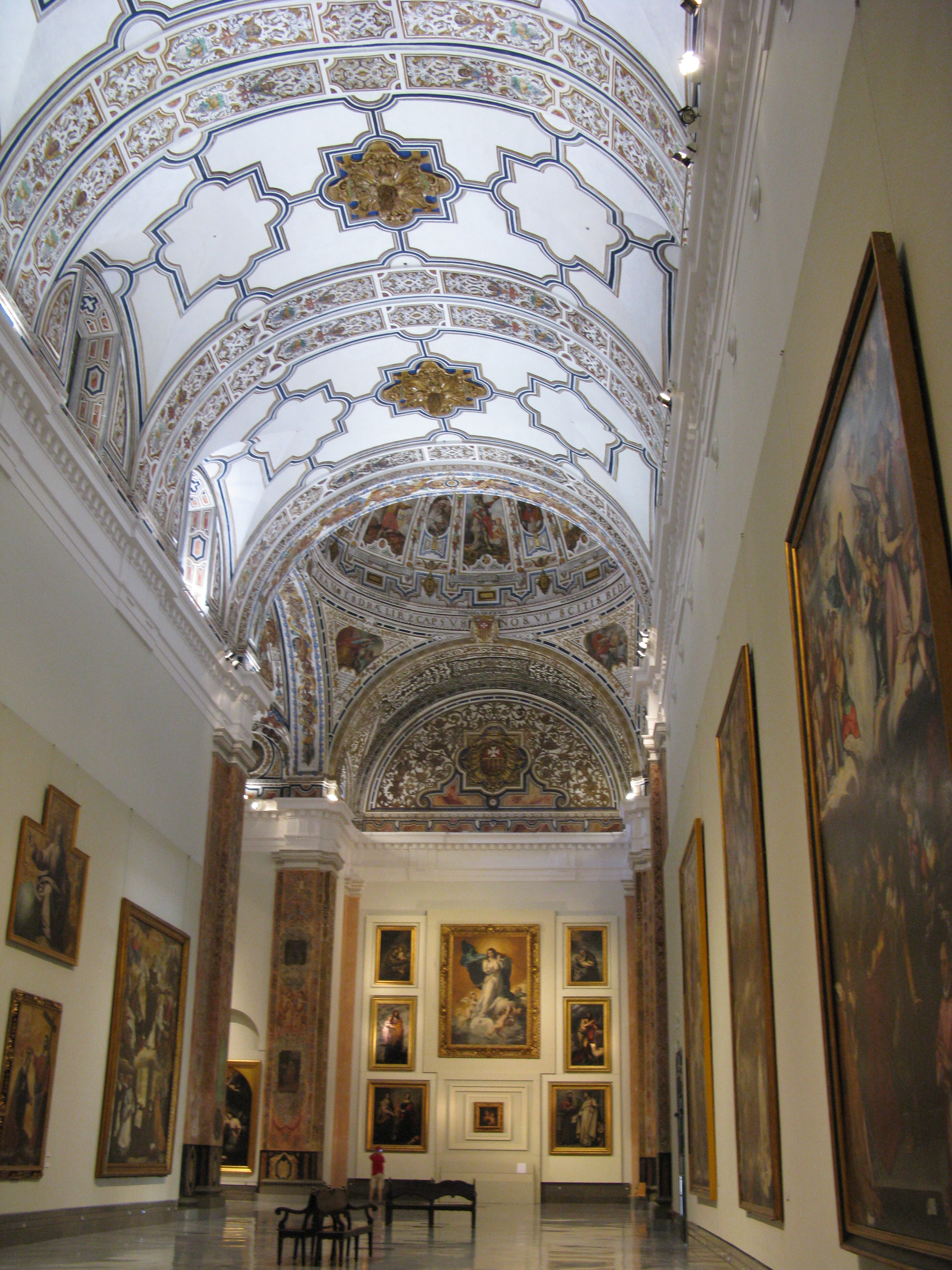
Museo de Bellas Artes of Seville cứu một lượng lớn các tác phẩm nghệ thuật công giáo Seville trong quá trình sung công. Bản thân bảo tàng này là một tu viện nữ Merced Calzada

## Kết quả

### Khác
- List of destroyed landmarks in Spain demolished during the Spanish confiscation period.